# Fantômette à la Mer de sable
Fantômette à la Mer de sable est le 18e roman de la série humoristique Fantômette créée par Georges Chaulet. Le roman est dédié à Jean Richard, alors propriétaire de la Mer de sable.
Le roman, publié en 1971 dans la Bibliothèque rose des éditions Hachette, comporte 184 pages. Il évoque le retour du Furet, échappé de prison, qui souhaite dérober le diamant Météore appartenant à la cantatrice italienne Lucrezia Stromboli. Il ignore que Fantômette l'a entendu annoncer ses intentions à ses deux complices et qu'elle a décidé de lui mettre des bâtons dans les roues.

## Notoriété
De 1961 à 2000, les ventes cumulées des titres de Fantômette s'élèvent à 17 millions d'exemplaires, traductions comprises.
Le roman Fantômette à la Mer de sable a donc pu être vendu à environ 200 000 exemplaires.
Comme les autres romans, il a été traduit en italien, espagnol, portugais, en flamand, en danois, en finnois, en turc, en chinois et en japonais.

## Personnages principaux
- Françoise Dupont / Fantômette : héroïne du roman
- Ficelle : amie de Françoise et de Boulotte
- Boulotte : amie de Françoise et de Ficelle
- Lucrezia Stromboli : cantatrice italienne
- Renato Stromboli : son fils d'environ 6 ans
- M. Lapatouille : garde du corps de Mme Stromboli et de son fils
- Le Furet : voleur
- Prince Alpaga ; Bulldozer : complices du Furet
- Christophe Pimpan : grand couturier

## Résumé
Remarque : le résumé est basé sur l'édition cartonnée non abrégée parue en 1971 en langue française.
- Mise en place de l'intrigue (chapitres 1 et 2)

Alors qu'elle fait le plein d'essence de son cyclomoteur, Fantômette est témoin d'une attaque à main armée d'une station service. Le trio de malfaiteurs repart les mains vides. Les malfaiteurs ignorent que la jeune aventurière s'est propulsée sur le toit de leur camionnette et qu'elle les suit jusqu'à leur repaire. Elle découvre que le trio lui est bien connu : il s'agit du Furet et de ses deux complices, Alpaga et Bulldozer. Cachée près de la fenêtre, elle découvre que les voleurs sont aux abois et sans le sou, et que le Furet, entendant aux actualités télévisées que la célèbre cantatrice italienne Lucrezia Stromboli arrive en France pour acheter des habits, propose à ses complices de voler le diamant (« Le Météore ») qu'elle porte toujours au cou. La tentative de vol aura lieu dès le lendemain dans la boutique de luxe d'un grand couturier. Fantômette décide de tout mettre en œuvre pour empêcher le trio de parvenir à ses fins.
- Aventures et enquête (chapitres 3 à 13)

Fantômette se rend chez le couturier Christophe Pimpan, chez qui Lucrezia Stromboli va acheter des habits de luxe. Elle est précédée par le prince Alpaga, le complice du Furet, qui se place non loin de la cantatrice et qui, en un instant, arrache le diamant à son cou. Il s'enfuit prestement. Mais il n'a pas prévu l'intervention de Fantômette qui lui lance sur la tête un drap noir. Aveuglé, le voleur se laisse dérober le diamant par Fantômette, qui le restitue à la cantatrice.
Les premiers chapitres du roman ont été l'occasion pour l’auteur de présenter les agissements de Renato, dit « Toto », le fils de Lucrezia Stromboli. Le petit garçon, âgé d'environ 6 ans, est présenté comme tête en l’air, irresponsable, naïf, polisson, un peu « vaurien », quoique gentil.
Le Furet, furieux d'apprendre par le journal télévisé que c'est Fantômette qui a empêché Alpaga de s'emparer du bijou, prépare un nouveau plan, en lien avec le fait que la cantatrice va chanter le lendemain dans la salle Pléiade. Il a décidé qu'il interviendrait sous la fausse qualité d'un journaliste. Le lendemain soir, Françoise, Ficelle et Boulotte sont également venues à la salle de spectacle avec un déguisement de danseuses, se faisant passer pour des « petits rats de l'opéra ». Au cours de la soirée, un incendie sans gravité est déclenché par le Furet. Tandis que les gens hurlent et tentent de quitter la salle, Alpaga vole une deuxième fois le diamant, mais il est encore empêché par Françoise qui jette à son visage de la poudre à éternuer. Alpaga perd ses moyens, Françoise récupère le bijou et le restitue à la cantatrice. La deuxième tentative du trio de voleur est donc un échec.
De nouveau cachée dans les buissons près du repaire des bandits, Fantômette a entendu le Furet annoncer que la troisième tentative de vol aurait lieu « au grand air » et qu'ils pourraient manger du couscous. Françoise/Fantômette apprend grâce à Boulotte que l'on peut manger du couscous à la Mer de Sable, à Ermenonville. Françoise, Ficelle et Boulotte décident de s'y rendre, toutes trois déguisées en Fantômette.
Les jeunes filles ont eu raison : la cantatrice vient avec son fils et son garde du corps M. Lapatouille. Alors qu'elle est en train de déjeuner au restaurant du parc,  le Furet et ses complices, déguisés en cow-boys, sont sur le point de dérober le diamant. Fantômette ne voit pas d'autre solution que de voler elle-même le diamant. Poursuivie par les bandits, elle jette en l'air un objet brillant que les voleurs prennent pour le diamant. En réalité il s'agissait d'un bijou fantaisie de faible valeur. Fantômette restitue peu après le diamant à Mme Stromboli.
Mais le Furet, dans le courant de l'après-midi, exécute un quatrième plan. Il annonce à Mme Stromboli qu'il vient d'enlever Renato. L'enfant ne sera libéré que contre la remise du diamant par Fantômette elle-même. La mort dans l'âme, la cantatrice s'exécute et remet le bijou à Fantômette. Celle-ci se rend au lieu de rendez-vous et rencontre le Furet. Le bandit est heureux de voir que son plan a réussi. Mais il ignore que la jeune aventurière l’a percé : Renato n'a pas été enlevé, mais tout simplement emmené au cirque situé non loin de là. Le Furet et ses deux complices sont faits prisonniers par Fantômette qui les enferme dans l'enclos des tigres.
- Dénouement et révélations finales (« Épilogue »)

Dans les dernières pages du roman, Ficelle rédige les « Mémoires de Fantômette ». Elle décrit les aventures vécues à la Mer de sable selon les événements dont elle a été témoin, et sous un angle purement subjectif. Françoise est amusée par les faits relatés par Ficelle, qui les modifie et les transforme de manière stupide et partiale.

## Appréciation critique
Pierre Bannier, dans son essai Les microsociétés de la littérature pour la jeunesse - L'exemple de Fantômette, indique en page 143 :
« La cantatrice et son fils peuvent rappeler la Castafiore et le jeune Abdallah, les personnages créés par Hergé dans les Aventures de Tintin. (…) Ce roman est l'un des rares travaux de commande auquel Georges Chaulet se soit livré dans le cadre des aventures de Fantômette. En effet, le directeur littéraire des collections jeunesse de l'époque, Louis Mirman, constatant le succès du parc thématique d'Ermenonville, suggéra à Chaulet l'idée d'y situer l'une des aventures de son héroïne. Le volume en question a d'ailleurs connu un succès commercial certain. Il est à noter que le parc appartenait alors à Jean Richard, ce qui explique la dédicace. »

## Autour du roman
Fantômette retrouvera le grand couturier Christophe Pimpan dans Fantômette et le Masque d'argent, où il sera la victime d'un vol de secrets artistiques.